# Sliedrecht Sport 2017-2018 (femminile)
Questa voce raccoglie le informazioni riguardanti lo Sliedrecht Sport nelle competizioni ufficiali della stagione 2017-2018.

## Organigramma societario
Area direttiva
- Presidente: Harm van der Veen

Area tecnica
- Allenatore: Matt van Wezel

## Rosa
| N° | Nome                  | Ruolo | Data di nascita  | Nazionalità sportiva |
| -- | --------------------- | ----- | ---------------- | -------------------- |
| 1  | Christie Wolt         | S     | 5 maggio 1998    | Paesi Bassi          |
| 2  | Brechtje Kraaijvanger | O     | 30 marzo 1998    | Paesi Bassi          |
| 3  | Esther Hullegie       | S     | 7 settembre 1992 | Paesi Bassi          |
| 4  | Lea van Rooijen       | O     | 21 gennaio 1994  | Paesi Bassi          |
| 5  | Florien Reesink       | L     | 9 giugno 1998    | Paesi Bassi          |
| 6  | Fleur Savelkoel       | S     | 22 agosto 1995   | Paesi Bassi          |
| 7  | Annemiek Manschot     | C     | 13 agosto 1996   | Paesi Bassi          |
| 8  | Lynn Thijssen         | C     | 22 agosto 1992   | Paesi Bassi          |
| 9  | Carlijn Oosterlaken   | S     | 22 maggio 1992   | Paesi Bassi          |
| 10 | Carlijn Jans          | C     | 24 luglio 1987   | Paesi Bassi          |
| 11 | Ana Rekar             | P     | 19 gennaio 1995  | Paesi Bassi          |
| 12 | Lisa Vossen           | P     | 2 febbraio 1994  | Paesi Bassi          |
| 14 | Jolijn de Haan        | C     | 3 ottobre 2002   | Paesi Bassi          |
| 18 | Angelique Verheul     | L     | 30 agosto 1996   | Paesi Bassi          |

## Statistiche

### Statistiche delle giocatrici
| Giocatrice      | Chamapions League | Chamapions League | Chamapions League | Chamapions League | Chamapions League | Coppa CEV | Coppa CEV | Coppa CEV | Coppa CEV | Coppa CEV |
| Giocatrice      | P                 | PT                | AV                | MV                | BV                | P         | PT        | AV        | MV        | BV        |
| --------------- | ----------------- | ----------------- | ----------------- | ----------------- | ----------------- | --------- | --------- | --------- | --------- | --------- |
| J. de Haan      | 0                 | 0                 | 0                 | 0                 | 0                 | 1         | 0         | 0         | 0         | 0         |
| E. Hullegie     | 4                 | 37                | 33                | 2                 | 2                 | 2         | 21        | 19        | 1         | 1         |
| C. Jans         | 3                 | 28                | 14                | 8                 | 6                 | 2         | 20        | 13        | 5         | 2         |
| B. Kraaijvanger | 4                 | 14                | 14                | 0                 | 0                 | -         | -         | -         | -         | -         |
| A. Manschot     | 1                 | 1                 | 1                 | 0                 | 0                 | 0         | 0         | 0         | 0         | 0         |
| C. Oosterlaken  | 4                 | 20                | 17                | 2                 | 1                 | 2         | 7         | 6         | 1         | 0         |
| F. Reesink      | 4                 | 0                 | 0                 | 0                 | 0                 | 2         | 0         | 0         | 0         | 0         |
| A. Rekar        | 3                 | 8                 | 3                 | 2                 | 3                 | 2         | 2         | 1         | 1         | 0         |
| L. Thijssen     | 4                 | 35                | 23                | 7                 | 5                 | 2         | 9         | 5         | 3         | 1         |
| F. Savelkoel    | 4                 | 6                 | 4                 | 0                 | 2                 | 2         | 10        | 6         | 2         | 2         |
| L. van Rooijen  | 4                 | 51                | 45                | 5                 | 1                 | 2         | 8         | 8         | 0         | 0         |
| A. Verheul      | 0                 | 0                 | 0                 | 0                 | 0                 | 0         | 0         | 0         | 0         | 0         |
| L. Vossen       | 4                 | 3                 | 0                 | 1                 | 2                 | 2         | 2         | 0         | 0         | 2         |
| C. Wolt         | 4                 | 6                 | 5                 | 1                 | 0                 | 2         | 7         | 4         | 2         | 1         |

P = presenze; PT = punti totali; AV = attacchi vincenti; MV = muri vincenti; BV = battute vincenti

NB: Non sono disponibili i dati relativi alla Eredivisie, alla Coppa dei Paesi Bassi e alla Supercoppa olandese